# نیروگاه کلابوله
نیروگاه کلابوله (به سوئدی: Klabböle kraftverk) یک نیروگاه برقابی و موزه در سوئد است که در شهرداری اومیا واقع شده‌است.